# Jerzy Ignacy Lubomirski
Jerzy Ignacy Lubomirski (15 mars 1687-19 juillet 1753), noble polonais de la famille Lubomirski, général de la Couronne, puis général de Saxe, grand porte-étendard de la Couronne (1746).

## Biographie
Jerzy Ignacy Lubomirski est le fils de Hieronim Augustyn Lubomirski et de Konstancja Bokum

## Mariages et descendance
Jerzy Ignacy Lubomirski épouse Marianna Denhoff (pl) qui lui donne pour enfants:
- Teodor Hieronim Lubomirski (pl) (1720-1761)
- Maria Anna Lubomirska
- Kazimierz Lubomirski
- Jan Lubomirski

Il épouse ensuite Joanna von Stein zu Jettingen qui lui donne pour enfants:
- Adolf Lubomirski
- Jerzy Lubomirski
- Franciszek Grzegorz Lubomirski (1752-1812)
- Józefa Lubomirska
- Barbara Lubomirska

## Sources
- (en) Cet article est partiellement ou en totalité issu de l’article de Wikipédia en anglais intitulé « Jerzy Ignacy Lubomirski » (voir la liste des auteurs).

- (pl) Cet article est partiellement ou en totalité issu de l’article de Wikipédia en polonais intitulé « Jerzy Ignacy Lubomirski » (voir la liste des auteurs).